# Friedrich Adolph Meyer
Friedrich Adolph Meyer, född 19 maj 1833 i Bremen, död 24 mars 1924 i Stockholm, var en affärsman, skeppsredare och kommunalpolitiker.
Adolph Meyer var son till handlaren Johann Ernst Meyer. Som ung i Bremen arbetade han för Hermann Heinrich Meier, grundaren av Norddeutscher Lloyd. 23 år gammal flyttade han till Sverige, där han 1856–1859 först arbetade som handelsbokhållare hos W. Röhss & co i Göteborg, innan han 1859 fick burskap som handlare och samma år grundade firman Adolph Meyer & co. Han sysslade till en början främst med import av produkter från USA som amerikanskt fläsk, fotogen och andra oljeprodukter. 1868–1896 var Meyer brasiliansk konsul i Göteborg. År 1868 tog han tillsammans med F. Hansson och August Leffler initiativet till bildandet av Svenska Lloyd, även om det dröjde till året efter innan tillräckligt med aktier tecknats för att kunna konstituera bolaget. Adolph Meyer blev VD och huvudredare i bolaget, men redan efter ett års verksamhet förliste bolagets enda fartyg och bolaget måste omorganiseras. Även denna gång blev Meyer VD och redan efter några år hade bolaget fyra ångfartyg i drift. År 1872 öppnade rederiet regelbunden trafik mellan Göteborg och Hamburg, 1874 en linje mellan Göteborg och Bordeaux och 1875 en linje på Medelhavet. Han fortsatte under 1870- och 1880-talet att bygga ut rederiverksamheten med handelslinjer på Kina, malmtransporter mellan Oxelösund och Tyskland och fraktfart på Nord- och Sydamerika. Under 1880-talet hade han planer på en amerikalinje för emigranter, men lyckades inte vinna tillräckligt stöd för planerna. År 1893 avgick han som VD för Svenska Lloyd, och 1909 avvecklades firma Adolph Meyer & co. Adolph Meyer var även huvudredare och ledamot av styrelsen för en rad mindre rederier som Göteborgs ångfartygsaktiebolag, Ångfartygsaktiebolaget Trafik, Ångfartygsaktiebolaget Triton och ledamot av styrelsen för bland annat Ångfartygsaktiebolaget Necken och Ångfartygsaktiebolaget Särö.
Adolph Meyer var 1871 ledamot av beredningen för ändring av Göteborgs hamnförordning, var ledamot av Göteborgs stadsfullmäktige 1883–1893 och därunder bland annat ledamot av beredningen angående antagande av vägare 1883–1884, av handels- och sjöfartsnämnden och av handelsfullmäktige 1885–1893.